# Cléber Santana Loureiro
Cléber Santana Loureiro, simplement Cléber Santana (Olinda, 27 de juny de 1981 - La Unión, 28 de novembre del 2016), fou un futbolista brasiler que jugava al Chapecoense. Va ser una de les víctimes mortals de l'accident del vol 2933 de LaMia, el 28 de novembre del 2016.

## Biografia
Va arribar a l'Atlètic de Madrid del Santos per cinc milions d'euros el 3 de juliol de 2007. El 25 d'agost de 2008 és presentat com a nou jugador del Reial Mallorca en qualitat de cedit per l'Atlètic de Madrid.

## Palmarès

### Sport
- Copa Nordeste: 2000
- Campionat pernambucano: 2000

### Vitória
- Campionat baiano: 2004

### Santos
- Campionat paulista: 2006, 2007

### At. Madrid
- Copa Intertoto de la UEFA: 2007
- Copa del rei: Finalista 2009–10

### Avaí
- Campionat catarinense: 2012